# Kosice Challenger 1997
Il Kosice Challenger 1997 è stato un torneo di tennis facente parte della categoria ATP Challenger Series nell'ambito dell'ATP Challenger Series 1997. Il torneo si è giocato a Košice in Slovacchia dal 12 al 18 maggio 1997 su campi in terra rossa.

## Vincitori

### Singolare
Dominik Hrbatý ha battuto in finale  Nicolás Lapentti con il punteggio di 6–4, 6–4

### Doppio
Pat Cash /  Andrew Kratzmann hanno battuto in finale  Brent Haygarth /  Maks Mirny con il punteggio di 4–6, 6–2, 6–4